# Свенд Бродерсен
Свенд Арвід Станіслав Бродерсен (нім. Svend Arvid Stanislaw Brodersen, нар. 22 березня 1997, Гамбург, Німеччина) — німецький футболіст, воротар японського клубу «Йокогама».

## Ігрова кар'єра

### Клубна
Свед Бродерсен уродженець Гамбурга і є вихованцем місцевого клубу «Санкт-Паулі». Дебютну гру на професійному рівні воротар провів у лютому 2019 року у рамках Другої Бундесліги.
Влітку 2021 року як вільний агент Бродерсен перейшов до складу японської «Йокогами» і вже 9 серпня зіграв першу гру в чемпіонаті Японії.

### Збірна
У 2017 році у складі молодіжної збірної Німеччини Свенд Бродерсен зіграв три поєдинки на молодіжному чемпіонаті світу.
Влітку 2021 року був в заявці збірної Німеччини на Олімпійських іграх у Токіо. На турнірі Бродерсен був резервним воротарем і на поле не виходив.